# Тернова (Чугуївський район)
Тернова́ — село в Україні, у Новопокровській селищній громаді Чугуївського району Харківської області. Населення становить 3091 осіб. До 2020 орган місцевого самоврядування — Введенська селищна рада.

## Географія
Село Тернова знаходиться на лівому березі річки Уда в місці впадання в неї річки Роганка, вище за течією примикає село Лизогубівка, нижче за течією примикає селище Введенка, на протилежному березі — село Зауддя. До села примикає кілька лісових масивів (сосна).
Село розташоване у 18 км від райцентру — міста Чугуїв та 30 км від обласного міста.

## Археологічні розвідки
На території села знайдено залишки двох поселень часів II та І тисячоліть до н. е. та поселення черняхівської культури II—VI ст. до н. е. Дослідники гадають, що у формуванні черняхівської культури брали участь різні етнічні групи населення.

## Історія
Засноване село у 1647 році.
З розповідей старих мешканців с. Тернова дізнаємось, що першими поселенцями села були люди, які оселилися на тернових лісах. Вони вирубували тернівник і будували житло. Звідси і походить назва села — Тернова.
У першій половині XIX століття — військове поселення, що входило до Чугуївського округу військових поселень. Досі вулиці в Терновій в просторіччі називаються, як в XIX столітті, по сотням (1-а, 2-а, 3-а, 4-а).
За даними на 1864 рік у казенному селі Введенської волості Зміївського повіту мешкало 750 осіб (394 чоловічої статі та 356 — жіночої), налічувалось 127 дворових господарств, існувала православна церква.
За переписом 1897 року кількість мешканців зросла до 1707 осіб (849 чоловічої статі та 858 — жіночої), з яких 1532 — православної віри, 175 — старообрядницької.
У листопаді 1919 року створено парторганізацію, а у 1920 — комсомольську. 1921 рік — створення місцевої армії незаможників, які об'єднувала 56 десятин землі, а до складу артілі входило 43 члени.
У травні 1920 року село брало участь у повстанні проти мобілізації до Червоної армії.
Вперше з'явилась школа у селі в 1928 році, а керівниками її були Галина Іванівна Ніколаєнко, Євдокій Григорович Мамаєв.
12 червня 2020 року, відповідно до Розпорядження Кабінету Міністрів України  № 725-р «Про визначення адміністративних центрів та затвердження територій територіальних громад Харківської області», увійшло до складу Новопокровської селищної громади .
17 липня 2020 року, в результаті адміністративно-територіальної реформи та ліквідації колишнього Чугуївського району, увійшло до складу новоутвореного Чугуївського району Харківської області.

## Населення

### Мова
Розподіл населення за рідною мовою за даними перепису 2001 року:
| Мова            | Кількість | Відсоток |
| --------------- | --------- | -------- |
| російська       | 2876      | 93.04%   |
| українська      | 203       | 6.57%    |
| вірменська      | 2         | 0.06%    |
| білоруська      | 1         | 0.03%    |
| інші/не вказали | 9         | 0.30%    |
| Усього          | 3091      | 100%     |

## Економіка
- Молочно-товарна ферма.
- «Колос 2000», сільськогосподарське ТОВ.
- «Тернівське», сільськогосподарське ВАТ.

## Об'єкти соціальної сфери
- Школа.

## Релігія
- Церква Іоанна Богослова, побудована в 2000-х роках.

## Транспорт
Сполучення з Харковом залізничне (електропоїзди лінії Харків(Лосєве) — Гракове — Куп'янськ-Вузловий) та автобусне.
На території Тернової — залізнична станція Мохнач, що знаходиться не в Мохначі, а за 20 км від нього, причому на протилежному березі річки Уда. Зараз станція і селище Мохнач взагалі не мають прямого сполучення між собою — капітальний автомобільний міст через Уду був знищений під Введенкою в 1943 році, а потім пряма ґрунтова дорога між Мохначем і станцією через Мохначанський ліс у межиріччі Уди і Дінця стала непроїжджою.
Залізнична станція Тернове тієї же лінії знаходиться на у Терновій, а за 10 км від неї, на протилежному березі річки Роганка, поблизу Безлюдівки — за 2 зупинних пункти від станції Мохнач, що розташований у Терновій.
У Терновий існує побудований в СРСР бетонний автомобільний міст через річку Уда, що з'єднує її з селом Зауддя.

## Відомі постаті
- Єфімов Микола Сергійович (1890—1938) — місцевий священник, репресований у 1938 році, місцевошанований святий Української Православної Церкви (Московського патріархату).